# 카타르 페트롤리엄
카타르 페트롤리엄(영어: Qatar Petroleum, QP)은 카타르 국영 석유 회사이다. 카타르 페트롤리엄의 사장 겸 CEO는 사드 쉐리다 알 카비 카타르 에너지 담당 장관이다. QP의 운영은 국가 계획기관, 규제 당국, 정책 수립 기관과 직접 연계된다. 석유와 천연가스를 합치면 카타르 국내 총생산 GDP의 60%에 달하는데, 2018년 기준으로 석유와 가스 매장량 기준으로 세계에서 세 번째로 큰 석유회사이다.